# Кряжлинська сільська рада
Кряжли́нська сільська рада (рос. Кряжлинский сельский совет) — сільське поселення у складі Сєверного району Оренбурзької області Росії.
Адміністративний центр — село Кряжли.

## Населення
Населення — 594 особи (2019; 847 в 2010, 1163 у 2002).

## Склад
До складу сільської ради входять:
| Населений пункт    | Населення, осіб (2002) | Населення, осіб (2010) |
| ------------------ | ---------------------- | ---------------------- |
| Кизил-Яр, присілок | 157                    | 106                    |
| Кряжли, село       | 579                    | 423                    |
| Сергушкино, село   | 427                    | 318                    |